# Emilio Vecchia
Emilio Vecchia (Castelleone, 12 dicembre 1924 – Casanova, 24 novembre 1944) è stato un partigiano italiano, Medaglia d'argento al valor militare.

## Biografia
Nato da famiglia contadina, alla fine del 1943, per sottrarsi alla chiamata alle armi della sua classe, decisa dalla Repubblica Sociale Italiana, riparò a Milano, nel sobborgo di Villapizzone. Arrestato durante una retata, fu arruolato nella 3ª Divisione fanteria di marina "San Marco" e, dopo l'addestramento in Germania, inviato nel Ponente ligure. Il suo reparto era di stanza in località Pero, presso Varazze. Quasi subito entrò in contatto con elementi partigiani che lo fecero entrare, in settembre, nella Brigata Buranello, costituita nel marzo precedente e in espansione. Vecchia rimase per qualche tempo ancora nei ranghi della Divisione "San Marco", organizzando la diserzione di altri militi e il trasporto di armi ai partigiani. Infine passò alla Buranello e verso la fine di ottobre tornò a Pero di Varazze per accompagnare in montagna altri disertori.
Caduto in una trappola, fu arrestato, tenuto in carcere e sottoposto a interrogatori per circa un mese. Venne fucilato sulla riva del torrente Teiro il 24 novembre 1944.
A suo nome fu intitolata la brigata autonoma Patria "Emilio Vecchia" , una delle cinque brigate costituenti la Divisione Garibaldi "Mingo". Lo ricordano una via a Varazze, una lapide sul luogo dell'esecuzione e un'altra a Villapizzone.